# Lazinov
Lazinov är en ort i Tjeckien.   Den ligger i regionen Södra Mähren, i den östra delen av landet, 160 km öster om huvudstaden Prag. Lazinov ligger 384 meter över havet och antalet invånare är 145. Den ligger vid sjön Vodní nádrž Letovice.
Terrängen runt Lazinov är kuperad österut, men västerut är den platt. Lazinov ligger nere i en dal. Runt Lazinov är det ganska tätbefolkat, med 120 invånare per kvadratkilometer. Närmaste större samhälle är Boskovice, 13,0 km sydost om Lazinov. I omgivningarna runt Lazinov växer i huvudsak blandskog.